# Список населённых пунктов Великолукского района
Ниже представлен сортируемый (по столбцам) список сельских населённых пунктов Великолукского района Псковской области, распределённых по муниципальным образованиям (волостям) с оценками численности населения сельских населённых пунктов на конец 2000 года, по переписи населения 2002 года и по обновлённым данным на 2010 год.
| #   | #   | деревня                | 2000 г., чел. | 2002 г., чел. | 2010 г., чел. | волость                | бывшая волость (1995-2005) | бывшая волость (2006-2015) |
| --- | --- | ---------------------- | ------------- | ------------- | ------------- | ---------------------- | -------------------------- | -------------------------- |
| 1   | 1   | Авинчище               | 3             | 2             | 0             | Лычёвская волость      | Успенская волость          | Успенская волость          |
| 2   | 2   | Азарьково              | 12            | 9             | 11            | Лычёвская волость      | Успенская волость          | Успенская волость          |
| 3   | 3   | Аккарачково            | 6             | 4             | 12            | Лычёвская волость      | Лычёвская волость          | Лычёвская волость          |
| 4   | 4   | Албашкино              | 1             | 0             | 9             | Лычёвская волость      | Лычёвская волость          | Лычёвская волость          |
| 5   | 5   | Алексино               | 14            | 15            | 24            | Лычёвская волость      | Лычёвская волость          | Лычёвская волость          |
| 6   | 6   | Анисимово              | 13            | 15            | 16            | Лычёвская волость      | Федорковская волость       | Успенская волость          |
| 7   | 7   | Аничково               | 26            | 38            | 30            | Лычёвская волость      | Лычёвская волость          | Лычёвская волость          |
| 8   | 8   | Астратово              | 214           | 171           | 194           | Лычёвская волость      | Лычёвская волость          | Лычёвская волость          |
| 9   | 9   | Бандино                | 84            | 75            | 75            | Лычёвская волость      | Успенская волость          | Успенская волость          |
| 10  | 10  | Березье                | 12            | 7             | 14            | Лычёвская волость      | Федорковская волость       | Успенская волость          |
| 11  | 11  | Бобылёво               | 9             | 7             | 6             | Лычёвская волость      | Лычёвская волость          | Лычёвская волость          |
| 12  | 12  | Болотово               | 45            | 44            | 54            | Лычёвская волость      | Лычёвская волость          | Лычёвская волость          |
| 13  | 13  | Болхово                | 9             | 12            | 1             | Лычёвская волость      | Успенская волость          | Успенская волость          |
| 14  | 14  | Бор-Гиберта            | 0             | 0             | 0             | Лычёвская волость      | Лычёвская волость          | Лычёвская волость          |
| 15  | 15  | Боровицы               | 16            | 19            | 32            | Лычёвская волость      | Лычёвская волость          | Лычёвская волость          |
| 16  | 16  | Букино                 | 78            | 85            | 84            | Лычёвская волость      | Федорковская волость       | Успенская волость          |
| 17  | 17  | Булынино               | 459           | 460           | 520           | Лычёвская волость      | Лычёвская волость          | Лычёвская волость          |
| 18  | 18  | Бушнево                | 0             | 0             | 0             | Лычёвская волость      | Лычёвская волость          | Лычёвская волость          |
| 19  | 19  | Васьково               | 12            | 9             | 11            | Лычёвская волость      | Федорковская волость       | Успенская волость          |
| 20  | 20  | Виноградово            | 14            | 23            | 27            | Лычёвская волость      | Успенская волость          | Успенская волость          |
| 21  | 21  | Волково                | 198           | 291           | 261           | Лычёвская волость      | Лычёвская волость          | Лычёвская волость          |
| 22  | 22  | Воробьево              | 8             | 13            | 13            | Лычёвская волость      | Успенская волость          | Успенская волость          |
| 23  | 23  | Голышено               | 7             | 6             | 2             | Лычёвская волость      | Успенская волость          | Успенская волость          |
| 24  | 24  | Горивицы               | 24            | 17            | 24            | Лычёвская волость      | Лычёвская волость          | Лычёвская волость          |
| 25  | 25  | Горивицы               | 37            | 46            | 17            | Лычёвская волость      | Лычёвская волость          | Лычёвская волость          |
| 26  | 26  | Горки                  | 1             | 1             | 5             | Лычёвская волость      | Успенская волость          | Успенская волость          |
| 27  | 27  | Городище               | 19            | 16            | 13            | Лычёвская волость      | Лычёвская волость          | Лычёвская волость          |
| 28  | 28  | Гречухино              | 68            | 72            | 70            | Лычёвская волость      | Лычёвская волость          | Лычёвская волость          |
| 29  | 29  | Гусаково               | 25            | 30            | 26            | Лычёвская волость      | Федорковская волость       | Успенская волость          |
| 30  | 30  | Дорожный, посёлок      | 425           | 394           | 428           | Лычёвская волость      | Лычёвская волость          | Лычёвская волость          |
| 31  | 31  | Дубрава-1, посёлок     | 919           | 812           | 962           | Лычёвская волость      | Лычёвская волость          | Лычёвская волость          |
| 32  | 32  | Дубрава-2              | 170           | 220           | 222           | Лычёвская волость      | Лычёвская волость          | Лычёвская волость          |
| 33  | 33  | Жестки                 | 101           | 97            | 120           | Лычёвская волость      | Лычёвская волость          | Лычёвская волость          |
| 34  | 34  | Задёжа                 | 66            | 72            | 79            | Лычёвская волость      | Лычёвская волость          | Лычёвская волость          |
| 35  | 35  | Зуево                  | 13            | 15            | 13            | Лычёвская волость      | Успенская волость          | Успенская волость          |
| 36  | 36  | Иванцево               | 16            | 11            | 9             | Лычёвская волость      | Лычёвская волость          | Лычёвская волость          |
| 37  | 37  | Игнашево               | 11            | 15            | 14            | Лычёвская волость      | Федорковская волость       | Успенская волость          |
| 38  | 38  | Изосенки               | 26            | 16            | 18            | Лычёвская волость      | Успенская волость          | Успенская волость          |
| 39  | 39  | Кавирово               | 13            | 19            | 15            | Лычёвская волость      | Лычёвская волость          | Лычёвская волость          |
| 40  | 40  | Каменистик             | 13            | 12            | 22            | Лычёвская волость      | Успенская волость          | Успенская волость          |
| 41  | 41  | Каменка                | 68            | 101           | 97            | Лычёвская волость      | Лычёвская волость          | Лычёвская волость          |
| 42  | 42  | Карасец                | 2             | 0             | 1             | Лычёвская волость      | Лычёвская волость          | Лычёвская волость          |
| 43  | 43  | Кашино                 | 13            | 10            | 5             | Лычёвская волость      | Федорковская волость       | Успенская волость          |
| 44  | 44  | Клевино                | 2             | 1             | 0             | Лычёвская волость      | Успенская волость          | Успенская волость          |
| 45  | 45  | Козюлино               | 1             | 0             | 0             | Лычёвская волость      | Лычёвская волость          | Лычёвская волость          |
| 46  | 46  | Колотово               | 0             | 0             | 0             | Лычёвская волость      | Федорковская волость       | Успенская волость          |
| 47  | 47  | Комарово               | 10            | 8             | 12            | Лычёвская волость      | Федорковская волость       | Успенская волость          |
| 48  | 48  | Краснополье            | 12            | 10            | 19            | Лычёвская волость      | Успенская волость          | Успенская волость          |
| 49  | 49  | Криплянка              | 31            | 30            | 38            | Лычёвская волость      | Лычёвская волость          | Лычёвская волость          |
| 50  | 50  | Крупенино              | 12            | 17            | 15            | Лычёвская волость      | Лычёвская волость          | Лычёвская волость          |
| 51  | 51  | Крупышево              | 23            | 19            | 18            | Лычёвская волость      | Успенская волость          | Успенская волость          |
| 52  | 52  | Куракино               | 130           | 123           | 148           | Лычёвская волость      | Лычёвская волость          | Лычёвская волость          |
| 53  | 53  | Лазава                 | 6             | 8             | 11            | Лычёвская волость      | Лычёвская волость          | Лычёвская волость          |
| 54  | 54  | Липец                  | 155           | 158           | 141           | Лычёвская волость      | Лычёвская волость          | Лычёвская волость          |
| 55  | 55  | Личково                | 34            | 35            | 35            | Лычёвская волость      | Лычёвская волость          | Лычёвская волость          |
| 56  | 56  | Ломки                  | 4             | 5             | 2             | Лычёвская волость      | Федорковская волость       | Успенская волость          |
| 57  | 57  | Лосево                 | 6             | 2             | 3             | Лычёвская волость      | Лычёвская волость          | Лычёвская волость          |
| 58  | 58  | Лохново                | 8             | 6             | 5             | Лычёвская волость      | Федорковская волость       | Успенская волость          |
| 59  | 59  | Лукьянцево             | 19            | 49            | 56            | Лычёвская волость      | Лычёвская волость          | Лычёвская волость          |
| 60  | 60  | Лычёво                 | 637           | 517           | 555           | Лычёвская волость      | Лычёвская волость          | Лычёвская волость          |
| 61  | 61  | Макоедово              | 124           | 121           | 138           | Лычёвская волость      | Лычёвская волость          | Лычёвская волость          |
| 62  | 62  | Малахово               | 43            | 36            | 5             | Лычёвская волость      | Лычёвская волость          | Лычёвская волость          |
| 63  | 63  | Мартиново              | 19            | 16            | 8             | Лычёвская волость      | Федорковская волость       | Успенская волость          |
| 64  | 64  | Медвёдково             | 37            | 36            | 2             | Лычёвская волость      | Успенская волость          | Успенская волость          |
| 65  | 65  | Михальки               | 49            | 62            | 45            | Лычёвская волость      | Лычёвская волость          | Лычёвская волость          |
| 66  | 66  | Монино                 | 22            | 26            | 24            | Лычёвская волость      | Лычёвская волость          | Лычёвская волость          |
| 67  | 67  | Мухино                 | 5             | 6             | 9             | Лычёвская волость      | Федорковская волость       | Успенская волость          |
| 68  | 68  | Мякишево               | 3             | 4             | 6             | Лычёвская волость      | Успенская волость          | Успенская волость          |
| 69  | 69  | Немково                | 4             | 3             | 3             | Лычёвская волость      | Лычёвская волость          | Лычёвская волость          |
| 70  | 70  | Нестроево              | 2             | 2             | 3             | Лычёвская волость      | Успенская волость          | Успенская волость          |
| 71  | 71  | Никулино               | 220           | 160           | 161           | Лычёвская волость      | Лычёвская волость          | Лычёвская волость          |
| 72  | 72  | Овсянкино              | 6             | 6             | 3             | Лычёвская волость      | Успенская волость          | Успенская волость          |
| 73  | 73  | Першино                | 17            | 21            | 24            | Лычёвская волость      | Лычёвская волость          | Лычёвская волость          |
| 74  | 74  | Песенково              | 10            | 9             | 6             | Лычёвская волость      | Федорковская волость       | Успенская волость          |
| 75  | 75  | Песчаха                | 11            | 8             | 0             | Лычёвская волость      | Федорковская волость       | Успенская волость          |
| 76  | 76  | Пирогово               | 9             | 20            | 17            | Лычёвская волость      | Федорковская волость       | Успенская волость          |
| 77  | 77  | Плаксино               | 179           | 193           | 199           | Лычёвская волость      | Федорковская волость       | Успенская волость          |
| 78  | 78  | Плетеньки              | 40            | 37            | 38            | Лычёвская волость      | Лычёвская волость          | Лычёвская волость          |
| 79  | 79  | Подберезье-1           | 11            | 20            | 27            | Лычёвская волость      | Лычёвская волость          | Лычёвская волость          |
| 80  | 80  | Подберезье-2           | 14            | 7             | 5             | Лычёвская волость      | Лычёвская волость          | Лычёвская волость          |
| 81  | 81  | Разинки                | 9             | 12            | 7             | Лычёвская волость      | Федорковская волость       | Успенская волость          |
| 82  | 82  | Рудново                | 25            | 24            | 12            | Лычёвская волость      | Федорковская волость       | Успенская волость          |
| 83  | 83  | Рыжково                | 9             | 10            | 18            | Лычёвская волость      | Лычёвская волость          | Лычёвская волость          |
| 84  | 84  | Савино                 | 2             | 1             | 0             | Лычёвская волость      | Федорковская волость       | Успенская волость          |
| 85  | 85  | Свинкино               | 39            | 38            | 69            | Лычёвская волость      | Лычёвская волость          | Лычёвская волость          |
| 86  | 86  | Сенчиты                | 40            | 38            | 35            | Лычёвская волость      | Федорковская волость       | Успенская волость          |
| 87  | 87  | Сиверст                | 91            | 67            | 63            | Лычёвская волость      | Успенская волость          | Успенская волость          |
| 88  | 88  | Сигорицы               | 13            | 10            | 10            | Лычёвская волость      | Федорковская волость       | Успенская волость          |
| 89  | 89  | Сопки                  | 11            | 21            | 13            | Лычёвская волость      | Федорковская волость       | Успенская волость          |
| 90  | 90  | Спириденки             | 23            | 12            | 21            | Лычёвская волость      | Успенская волость          | Успенская волость          |
| 91  | 91  | Темрево                | 0             | 2             | 2             | Лычёвская волость      | Федорковская волость       | Успенская волость          |
| 92  | 92  | Тифоново               | 18            | 27            | 35            | Лычёвская волость      | Лычёвская волость          | Лычёвская волость          |
| 93  | 93  | Токолово               | 57            | 65            | 76            | Лычёвская волость      | Лычёвская волость          | Лычёвская волость          |
| 94  | 94  | Торчилово              | 155           | 165           | 166           | Лычёвская волость      | Лычёвская волость          | Лычёвская волость          |
| 95  | 95  | Трашково               | 5             | 3             | 2             | Лычёвская волость      | Лычёвская волость          | Лычёвская волость          |
| 96  | 96  | Тронино                | 22            | 18            | 14            | Лычёвская волость      | Федорковская волость       | Успенская волость          |
| 97  | 97  | Трубичино              | 52            | 52            | 75            | Лычёвская волость      | Лычёвская волость          | Лычёвская волость          |
| 98  | 98  | Успенское              | 263           | 229           | 295           | Лычёвская волость      | Успенская волость          | Успенская волость          |
| 99  | 99  | Ушани                  | 23            | 25            | 22            | Лычёвская волость      | Федорковская волость       | Успенская волость          |
| 100 | 100 | Федорково              | 58            | 59            | 69            | Лычёвская волость      | Федорковская волость       | Успенская волость          |
| 101 | 101 | Филиппково             | 4             | 4             | 2             | Лычёвская волость      | Успенская волость          | Успенская волость          |
| 102 | 102 | Химино                 | 30            | 25            | 17            | Лычёвская волость      | Федорковская волость       | Успенская волость          |
| 103 | 103 | Царево                 | 57            | 45            | 60            | Лычёвская волость      | Федорковская волость       | Успенская волость          |
| 104 | 104 | Черкасово              | 6             | 5             | 3             | Лычёвская волость      | Успенская волость          | Успенская волость          |
| 105 | 105 | Шедяково               | 47            | 35            | 43            | Лычёвская волость      | Лычёвская волость          | Лычёвская волость          |
| 106 | 106 | Шляпино                | 3             | 1             | 3             | Лычёвская волость      | Успенская волость          | Успенская волость          |
| 107 | 107 | Щерганиха              | 0             | 0             | 0             | Лычёвская волость      | Федорковская волость       | Успенская волость          |
| 108 | 1   | Бабки                  | 11            | 7             | 7             | Переслегинская волость | Переслегинская волость     | Переслегинская волость     |
| 109 | 2   | Баталиха               | 18            | 14            | 18            | Переслегинская волость | Переслегинская волость     | Переслегинская волость     |
| 110 | 3   | Бителево               | 28            | 34            | 35            | Переслегинская волость | Переслегинская волость     | Переслегинская волость     |
| 111 | 4   | Борок                  | 27            | 26            | 20            | Переслегинская волость | Переслегинская волость     | Переслегинская волость     |
| 112 | 5   | Велебецкое             | 8             | 12            | 15            | Переслегинская волость | Переслегинская волость     | Переслегинская волость     |
| 113 | 6   | Веретье-1              | 18            | 22            | 21            | Переслегинская волость | Переслегинская волость     | Переслегинская волость     |
| 114 | 7   | Веретье-2              | 6             | 7             | 2             | Переслегинская волость | Переслегинская волость     | Переслегинская волость     |
| 115 | 8   | Веретье-3              | 1             | 0             | 0             | Переслегинская волость | Переслегинская волость     | Переслегинская волость     |
| 116 | 9   | Волчки                 | 47            | 50            | 54            | Переслегинская волость | Переслегинская волость     | Переслегинская волость     |
| 117 | 10  | Воробецкая, станция    | 53            | 127           | 75            | Переслегинская волость | Переслегинская волость     | Переслегинская волость     |
| 118 | 11  | Гвоздово               | 165           | 131           | 149           | Переслегинская волость | Горицкая волость           | Горицкая волость           |
| 119 | 12  | Гороховье              | 15            | 11            | 13            | Переслегинская волость | Переслегинская волость     | Переслегинская волость     |
| 120 | 13  | Горушка Новая Деревня  | 12            | 12            | 12            | Переслегинская волость | Переслегинская волость     | Переслегинская волость     |
| 121 | 14  | Горушка Сидоровщинская | 10            | 11            | 7             | Переслегинская волость | Переслегинская волость     | Переслегинская волость     |
| 122 | 15  | Грибушино              | 14            | 9             | 5             | Переслегинская волость | Переслегинская волость     | Переслегинская волость     |
| 123 | 16  | Гришино                | 18            | 17            | 28            | Переслегинская волость | Переслегинская волость     | Переслегинская волость     |
| 124 | 17  | Еремеево               | 16            | 16            | 19            | Переслегинская волость | Переслегинская волость     | Переслегинская волость     |
| 125 | 18  | Зеленкино              | 6             | 13            | 6             | Переслегинская волость | Переслегинская волость     | Переслегинская волость     |
| 126 | 19  | Земляничино            | 73            | 76            | 73            | Переслегинская волость | Переслегинская волость     | Переслегинская волость     |
| 127 | 20  | Золотково              | 56            | 56            | 101           | Переслегинская волость | Переслегинская волость     | Переслегинская волость     |
| 128 | 21  | Иваново                | 674           | 630           | 624           | Переслегинская волость | Горицкая волость           | Горицкая волость           |
| 129 | 22  | Ильино                 | 85            | 72            | 81            | Переслегинская волость | Переслегинская волость     | Переслегинская волость     |
| 130 | 23  | Калитино               | 5             | 3             | 2             | Переслегинская волость | Переслегинская волость     | Переслегинская волость     |
| 131 | 24  | Касьяново              | 11            | 10            | 4             | Переслегинская волость | Переслегинская волость     | Переслегинская волость     |
| 132 | 25  | Кислово                | 396           | 353           | 364           | Переслегинская волость | Горицкая волость           | Горицкая волость           |
| 133 | 26  | Клинцево               | 82            | 97            | 84            | Переслегинская волость | Переслегинская волость     | Переслегинская волость     |
| 134 | 27  | Копытово               | 2             | 4             | 10            | Переслегинская волость | Переслегинская волость     | Переслегинская волость     |
| 135 | 28  | Корняки                | 39            | 38            | 25            | Переслегинская волость | Горицкая волость           | Горицкая волость           |
| 136 | 29  | Крутовраг              | 210           | 200           | 208           | Переслегинская волость | Горицкая волость           | Горицкая волость           |
| 137 | 30  | Кулево                 | 124           | 133           |               | Переслегинская волость | Переслегинская волость     | Переслегинская волость     |
| 138 | 31  | Кучино                 | 3             | 6             | 4             | Переслегинская волость | Горицкая волость           | Горицкая волость           |
| 139 | 32  | Лакниха                | 18            | 14            | 10            | Переслегинская волость | Переслегинская волость     | Переслегинская волость     |
| 140 | 33  | Лакомица               | 35            | 23            | 34            | Переслегинская волость | Переслегинская волость     | Переслегинская волость     |
| 141 | 34  | Липино                 | 0             | 0             | 0             | Переслегинская волость | Переслегинская волость     | Переслегинская волость     |
| 142 | 35  | Майкино                | 418           | 409           | 431           | Переслегинская волость | Переслегинская волость     | Переслегинская волость     |
| 143 | 36  | Мордовичи              | 40            |               | 40            | Переслегинская волость | Переслегинская волость     | Переслегинская волость     |
| 144 | 37  | Мякотино               | 34            | 27            | 57            | Переслегинская волость | Горицкая волость           | Горицкая волость           |
| 145 | 38  | Нагорный, посёлок      | 524           | 487           | 529           | Переслегинская волость | Переслегинская волость     | Переслегинская волость     |
| 146 | 39  | Носково                | 37            | 40            | 33            | Переслегинская волость | Переслегинская волость     | Переслегинская волость     |
| 147 | 40  | Образцово              | 16            | 10            | 8             | Переслегинская волость | Горицкая волость           | Горицкая волость           |
| 148 | 41  | Овсище                 | 151           | 137           | 128           | Переслегинская волость | Горицкая волость           | Горицкая волость           |
| 149 | 42  | Переслегино            | 1740          | 1608          | 1640          | Переслегинская волость | Переслегинская волость     | Переслегинская волость     |
| 150 | 43  | Русаново               | 180           | 170           | 199           | Переслегинская волость | Горицкая волость           | Горицкая волость           |
| 151 | 44  | Рыканово               |               | 173           | 204           | Переслегинская волость | Переслегинская волость     | Переслегинская волость     |
| 152 | 45  | Селилово               | 7             | 7             | 10            | Переслегинская волость | Переслегинская волость     | Переслегинская волость     |
| 153 | 46  | Сидоровщина            | 79            | 80            | 57            | Переслегинская волость | Переслегинская волость     | Переслегинская волость     |
| 154 | 47  | Сопки                  | 70            | 76            | 69            | Переслегинская волость | Горицкая волость           | Горицкая волость           |
| 155 | 48  | Сорокино               | 5             | 9             | 8             | Переслегинская волость | Переслегинская волость     | Переслегинская волость     |
| 156 | 49  | Тарасово               | 93            | 83            | 80            | Переслегинская волость | Переслегинская волость     | Переслегинская волость     |
| 157 | 50  | Тулубьево              | 73            | 72            | 62            | Переслегинская волость | Горицкая волость           | Горицкая волость           |
| 158 | 51  | Федотково              | 7             | 9             | 10            | Переслегинская волость | Горицкая волость           | Горицкая волость           |
| 159 | 52  | Филатиха               | 8             | 6             | 13            | Переслегинская волость | Переслегинская волость     | Переслегинская волость     |
| 160 | 53  | Фотьево                | 328           | 311           | 371           | Переслегинская волость | Переслегинская волость     | Переслегинская волость     |
| 161 | 54  | Ширипино               | 19            | 17            | 19            | Переслегинская волость | Переслегинская волость     | Переслегинская волость     |
| 162 | 1   | Бабино                 | 30            | 24            | 23            | Пореченская волость    | Купуйская волость          | Купуйская волость          |
| 163 | 2   | Баканово               | 0             | 0             | 0             | Пореченская волость    | Пореченская волость        | Пореченская волость        |
| 164 | 3   | Бардино                | 45            | 42            | 43            | Пореченская волость    | Борковская волость         | Борковская волость         |
| 165 | 4   | Белокозово             | 30            | 26            | 28            | Пореченская волость    | Купуйская волость          | Купуйская волость          |
| 166 | 5   | Бербелево              | 24            | 15            | 17            | Пореченская волость    | Урицкая волость            | Пореченская волость        |
| 167 | 6   | Берёзка                | 8             | 11            | 13            | Пореченская волость    | Урицкая волость            | Пореченская волость        |
| 168 | 7   | Березовка              | 5             | 4             | 3             | Пореченская волость    | Урицкая волость            | Пореченская волость        |
| 169 | 8   | Бобриково              | 36            | 32            | 27            | Пореченская волость    | Борковская волость         | Борковская волость         |
| 170 | 9   | Богородицкое           | 57            | 54            | 41            | Пореченская волость    | Купуйская волость          | Купуйская волость          |
| 171 | 10  | Болотки                | 3             | 0             | 0             | Пореченская волость    | Урицкая волость            | Пореченская волость        |
| 172 | 11  | Болтово                | 1             | 0             | 0             | Пореченская волость    | Урицкая волость            | Пореченская волость        |
| 173 | 12  | Борисоглеб             | 33            | 26            | 19            | Пореченская волость    | Пореченская волость        | Пореченская волость        |
| 174 | 13  | Борки                  | 615           | 554           | 609           | Пореченская волость    | Борковская волость         | Борковская волость         |
| 175 | 14  | Бор-Лазава             | 0             | 6             | 0             | Пореченская волость    | Купуйская волость          | Купуйская волость          |
| 176 | 15  | Боровно                | 9             | 17            | 19            | Пореченская волость    | Урицкая волость            | Пореченская волость        |
| 177 | 16  | Борово                 | 9             | 8             | 7             | Пореченская волость    | Пореченская волость        | Пореченская волость        |
| 178 | 17  | Борок                  | 3             | 7             | 5             | Пореченская волость    | Пореченская волость        | Пореченская волость        |
| 179 | 18  | Борок                  | 26            | 28            | 14            | Пореченская волость    | Урицкая волость            | Пореченская волость        |
| 180 | 19  | Брод                   | 1             | 1             | 0             | Пореченская волость    | Урицкая волость            | Пореченская волость        |
| 181 | 20  | Брюхново               | 10            | 7             | 5             | Пореченская волость    | Купуйская волость          | Купуйская волость          |
| 182 | 21  | Бугры                  | 34            | 37            | 31            | Пореченская волость    | Купуйская волость          | Купуйская волость          |
| 183 | 22  | Вальнево               | 6             | 7             | 7             | Пореченская волость    | Урицкая волость            | Пореченская волость        |
| 184 | 23  | Васьково               | 2             | 0             | 1             | Пореченская волость    | Пореченская волость        | Пореченская волость        |
| 185 | 24  | Ворохобы               | 0             | 0             | 0             | Пореченская волость    | Урицкая волость            | Пореченская волость        |
| 186 | 25  | Глазуново              | 67            | 67            | 60            | Пореченская волость    | Борковская волость         | Борковская волость         |
| 187 | 26  | Горбани                | 6             | 5             | 3             | Пореченская волость    | Урицкая волость            | Пореченская волость        |
| 188 | 27  | Гритьково              | 10            | 12            | 7             | Пореченская волость    | Борковская волость         | Борковская волость         |
| 189 | 28  | Гудково                | 4             | 3             | 3             | Пореченская волость    | Урицкая волость            | Пореченская волость        |
| 190 | 29  | Гущи                   | 1             | 0             | 0             | Пореченская волость    | Урицкая волость            | Пореченская волость        |
| 191 | 30  | Данченки               | 17            | 17            | 16            | Пореченская волость    | Борковская волость         | Борковская волость         |
| 192 | 31  | Демьяница              | 13            | 10            | 10            | Пореченская волость    | Купуйская волость          | Купуйская волость          |
| 193 | 32  | Дерганово              | 24            | 18            | 6             | Пореченская волость    | Купуйская волость          | Купуйская волость          |
| 194 | 33  | Дикое                  | 1             | 4             | 0             | Пореченская волость    | Урицкая волость            | Пореченская волость        |
| 195 | 34  | Дмитрошино             | 12            | 14            | 11            | Пореченская волость    | Пореченская волость        | Пореченская волость        |
| 196 | 35  | Должа                  | 15            | 17            | 13            | Пореченская волость    | Урицкая волость            | Пореченская волость        |
| 197 | 36  | Дубневичи              | 5             | 4             | 0             | Пореченская волость    | Борковская волость         | Борковская волость         |
| 198 | 37  | Дурневка               | 1             | 0             | 1             | Пореченская волость    | Урицкая волость            | Пореченская волость        |
| 199 | 38  | Екатерингоф            | 41            | 34            | 34            | Пореченская волость    | Пореченская волость        | Пореченская волость        |
| 200 | 39  | Еремкино               | 39            | 36            | 43            | Пореченская волость    | Купуйская волость          | Купуйская волость          |
| 201 | 40  | Ермашево               | 12            | 12            | 7             | Пореченская волость    | Пореченская волость        | Пореченская волость        |
| 202 | 41  | Железниково            | 13            | 9             | 9             | Пореченская волость    | Урицкая волость            | Пореченская волость        |
| 203 | 42  | Жигари                 | 192           | 162           | 175           | Пореченская волость    | Пореченская волость        | Пореченская волость        |
| 204 | 43  | Зайцы                  | 17            | 18            | 13            | Пореченская волость    | Пореченская волость        | Пореченская волость        |
| 205 | 44  | Занюсское              | 10            | 14            | 4             | Пореченская волость    | Урицкая волость            | Пореченская волость        |
| 206 | 45  | Заручевье              | 14            | 14            | 11            | Пореченская волость    | Урицкая волость            | Пореченская волость        |
| 207 | 46  | Захарово               | 58            | 60            | 57            | Пореченская волость    | Пореченская волость        | Пореченская волость        |
| 208 | 47  | Зеленово               | 0             | 1             | 0             | Пореченская волость    | Борковская волость         | Борковская волость         |
| 209 | 48  | Зуи                    | 1             | 1             | 0             | Пореченская волость    | Пореченская волость        | Пореченская волость        |
| 210 | 49  | Зябкино                | 6             | 10            | 9             | Пореченская волость    | Пореченская волость        | Пореченская волость        |
| 211 | 50  | Иванцево               | 21            | 14            | 14            | Пореченская волость    | Пореченская волость        | Пореченская волость        |
| 212 | 51  | Ильино                 | 19            | 20            | 10            | Пореченская волость    | Борковская волость         | Борковская волость         |
| 213 | 52  | Исаковщина             | 11            | 9             | 6             | Пореченская волость    | Пореченская волость        | Пореченская волость        |
| 214 | 53  | Исачково               | 5             | 4             | 0             | Пореченская волость    | Пореченская волость        | Пореченская волость        |
| 215 | 54  | Кадолово               | 9             | 4             | 2             | Пореченская волость    | Урицкая волость            | Пореченская волость        |
| 216 | 55  | Калдобино              | 47            | 53            | 38            | Пореченская волость    | Урицкая волость            | Пореченская волость        |
| 217 | 56  | Клевники               | 16            | 15            | 15            | Пореченская волость    | Борковская волость         | Борковская волость         |
| 218 | 57  | Козлово                | 1             | 0             | 0             | Пореченская волость    | Урицкая волость            | Пореченская волость        |
| 219 | 58  | Колюбаки               | 29            | 10            | 7             | Пореченская волость    | Купуйская волость          | Купуйская волость          |
| 220 | 59  | Комша                  | 90            | 107           | 96            | Пореченская волость    | Борковская волость         | Борковская волость         |
| 221 | 60  | Копылово               | 54            | 51            | 46            | Пореченская волость    | Купуйская волость          | Купуйская волость          |
| 222 | 61  | Коровница              | 5             | 4             | 6             | Пореченская волость    | Купуйская волость          | Купуйская волость          |
| 223 | 62  | Косово                 | 4             | 3             | 1             | Пореченская волость    | Борковская волость         | Борковская волость         |
| 224 | 63  | Костелево              | 2             | 5             | 1             | Пореченская волость    | Купуйская волость          | Купуйская волость          |
| 225 | 64  | Костелево              | 6             | 7             | 3             | Пореченская волость    | Урицкая волость            | Пореченская волость        |
| 226 | 65  | Костюжино              | 74            | 52            | 55            | Пореченская волость    | Пореченская волость        | Пореченская волость        |
| 227 | 66  | Красный Берег          | 9             | 8             | 6             | Пореченская волость    | Пореченская волость        | Пореченская волость        |
| 228 | 67  | Крупышево              | 67            | 90            | 57            | Пореченская волость    | Купуйская волость          | Купуйская волость          |
| 229 | 68  | Кузнецово              | 35            | 29            | 36            | Пореченская волость    | Купуйская волость          | Купуйская волость          |
| 230 | 69  | Купуй                  | 181           | 171           | 120           | Пореченская волость    | Купуйская волость          | Купуйская волость          |
| 231 | 70  | Ладихино               | 38            | 42            | 41            | Пореченская волость    | Урицкая волость            | Пореченская волость        |
| 232 | 71  | Липник                 | 3             | 2             | 7             | Пореченская волость    | Пореченская волость        | Пореченская волость        |
| 233 | 72  | Липуново               | 1             | 0             | 0             | Пореченская волость    | Урицкая волость            | Пореченская волость        |
| 234 | 73  | Лопаткино              | 10            | 7             | 8             | Пореченская волость    | Урицкая волость            | Пореченская волость        |
| 235 | 74  | Лоскатухино            | 9             | 7             | 2             | Пореченская волость    | Борковская волость         | Борковская волость         |
| 236 | 75  | Лоскатухино            | 8             | 7             | 3             | Пореченская волость    | Пореченская волость        | Пореченская волость        |
| 237 | 76  | Лутово                 | 2             | 0             | 2             | Пореченская волость    | Пореченская волость        | Пореченская волость        |
| 238 | 77  | Ляхово                 | 15            | 28            | 22            | Пореченская волость    | Купуйская волость          | Купуйская волость          |
| 239 | 78  | Макарово               | 0             | 0             | 0             | Пореченская волость    | Борковская волость         | Борковская волость         |
| 240 | 79  | Малахново              | 1             | 0             | 0             | Пореченская волость    | Урицкая волость            | Пореченская волость        |
| 241 | 80  | Мамашкино              | 5             | 2             | 1             | Пореченская волость    | Пореченская волость        | Пореченская волость        |
| 242 | 81  | Мартьяново             | 15            | 24            | 22            | Пореченская волость    | Борковская волость         | Борковская волость         |
| 243 | 82  | Мишагино               | 25            | 30            | 23            | Пореченская волость    | Купуйская волость          | Купуйская волость          |
| 244 | 83  | Нивница                | 2             | 0             | 0             | Пореченская волость    | Урицкая волость            | Пореченская волость        |
| 245 | 84  | Нивы                   | 27            | 16            | 16            | Пореченская волость    | Урицкая волость            | Пореченская волость        |
| 246 | 85  | Никитино               | 2             | 5             | 4             | Пореченская волость    | Борковская волость         | Борковская волость         |
| 247 | 86  | Никулино               | 16            | 16            | 11            | Пореченская волость    | Пореченская волость        | Пореченская волость        |
| 248 | 87  | Новинки                | 34            | 34            | 20            | Пореченская волость    | Борковская волость         | Борковская волость         |
| 249 | 88  | Новинки                | 7             | 9             | 1             | Пореченская волость    | Пореченская волость        | Пореченская волость        |
| 250 | 89  | Новоселье              | 13            | 19            | 10            | Пореченская волость    | Урицкая волость            | Пореченская волость        |
| 251 | 90  | Нюссо                  | 11            | 15            | 12            | Пореченская волость    | Урицкая волость            | Пореченская волость        |
| 252 | 91  | Нянино                 | 6             | 5             | 3             | Пореченская волость    | Купуйская волость          | Купуйская волость          |
| 253 | 92  | Овчинниково            | 30            | 37            | 40            | Пореченская волость    | Борковская волость         | Борковская волость         |
| 254 | 93  | Орехново               | 2             | 4             | 2             | Пореченская волость    | Урицкая волость            | Пореченская волость        |
| 255 | 94  | Осиновый Рог           | 1             | 8             | 0             | Пореченская волость    | Урицкая волость            | Пореченская волость        |
| 256 | 95  | Осокино                | 22            | 16            | 21            | Пореченская волость    | Пореченская волость        | Пореченская волость        |
| 257 | 96  | Оставец                | 79            | 76            | 70            | Пореченская волость    | Борковская волость         | Борковская волость         |
| 258 | 97  | Острошно               | 36            | 31            | 27            | Пореченская волость    | Купуйская волость          | Купуйская волость          |
| 259 | 98  | Павлово                | 3             | 1             | 4             | Пореченская волость    | Борковская волость         | Борковская волость         |
| 260 | 99  | Пашниково              | 19            | 15            | 8             | Пореченская волость    | Купуйская волость          | Купуйская волость          |
| 261 | 100 | Пески                  | 3             | 6             | 1             | Пореченская волость    | Борковская волость         | Борковская волость         |
| 262 | 101 | Пестриково             | 1             | 2             | 3             | Пореченская волость    | Урицкая волость            | Пореченская волость        |
| 263 | 102 | Петрушино              | 5             | 5             | 7             | Пореченская волость    | Купуйская волость          | Купуйская волость          |
| 264 | 103 | Пимахово               | 2             | 4             | 1             | Пореченская волость    | Урицкая волость            | Пореченская волость        |
| 265 | 104 | Платоново              | 123           | 108           | 105           | Пореченская волость    | Купуйская волость          | Купуйская волость          |
| 266 | 105 | Покарево               | 5             | 11            | 12            | Пореченская волость    | Купуйская волость          | Купуйская волость          |
| 267 | 106 | Полибино               | 441           | 390           | 457           | Пореченская волость    | Борковская волость         | Борковская волость         |
| 268 | 107 | Поречье                | 1184          | 1129          | 1134          | Пореченская волость    | Пореченская волость        | Пореченская волость        |
| 269 | 108 | Пронино                | 8             | 6             | 12            | Пореченская волость    | Купуйская волость          | Купуйская волость          |
| 270 | 109 | Пропостниково          | 46            | 56            | 42            | Пореченская волость    | Борковская волость         | Борковская волость         |
| 271 | 110 | Прудины                | 11            | 15            | 10            | Пореченская волость    | Урицкая волость            | Пореченская волость        |
| 272 | 111 | Пяшково                | 0             | 0             | 0             | Пореченская волость    | Урицкая волость            | Пореченская волость        |
| 273 | 112 | Разиньково             | 1             | 0             | 0             | Пореченская волость    | Пореченская волость        | Пореченская волость        |
| 274 | 113 | Решетниково            | 22            | 20            | 11            | Пореченская волость    | Пореченская волость        | Пореченская волость        |
| 275 | 114 | Рошнево                | 5             | 4             | 0             | Пореченская волость    | Пореченская волость        | Пореченская волость        |
| 276 | 115 | Рубины                 | 1             | 0             | 1             | Пореченская волость    | Пореченская волость        | Пореченская волость        |
| 277 | 116 | Рудня                  | 27            | 18            | 17            | Пореченская волость    | Борковская волость         | Борковская волость         |
| 278 | 117 | Рудня                  | 2             | 9             | 2             | Пореченская волость    | Урицкая волость            | Пореченская волость        |
| 279 | 118 | Рудьково               | 22            | 23            | 13            | Пореченская волость    | Урицкая волость            | Пореченская волость        |
| 280 | 119 | Рыжаково               | 8             | 8             | 11            | Пореченская волость    | Купуйская волость          | Купуйская волость          |
| 281 | 120 | Рябиновка              | 4             | 0             | 0             | Пореченская волость    | Борковская волость         | Борковская волость         |
| 282 | 121 | Рябиновка              | 33            | 20            | 22            | Пореченская волость    | Урицкая волость            | Пореченская волость        |
| 283 | 122 | Сапроново              | 41            | 43            | 32            | Пореченская волость    | Пореченская волость        | Пореченская волость        |
| 284 | 123 | Сафоново               | 3             | 6             | 3             | Пореченская волость    | Урицкая волость            | Пореченская волость        |
| 285 | 124 | Сафроново              | 88            | 83            | 77            | Пореченская волость    | Урицкая волость            | Пореченская волость        |
| 286 | 125 | Сеньково               | 1             | 2             | 1             | Пореченская волость    | Борковская волость         | Борковская волость         |
| 287 | 126 | Сеньково               | 26            | 28            | 23            | Пореченская волость    | Купуйская волость          | Купуйская волость          |
| 288 | 127 | Сивцево                | 0             | 1             | 3             | Пореченская волость    | Борковская волость         | Борковская волость         |
| 289 | 128 | Синие Ворота           | 3             | 8             | 3             | Пореченская волость    | Урицкая волость            | Пореченская волость        |
| 290 | 129 | Соколки                | 0             | 0             | 0             | Пореченская волость    | Урицкая волость            | Пореченская волость        |
| 291 | 130 | Соколово               | 0             | 0             | 0             | Пореченская волость    | Борковская волость         | Борковская волость         |
| 292 | 131 | Сомино                 | 9             | 6             | 2             | Пореченская волость    | Купуйская волость          | Купуйская волость          |
| 293 | 132 | Сорокино               | 3             | 1             | 1             | Пореченская волость    | Борковская волость         | Борковская волость         |
| 294 | 133 | Сосновка               | 2             | 0             | 1             | Пореченская волость    | Пореченская волость        | Пореченская волость        |
| 295 | 134 | Стайки                 | 18            | 16            | 10            | Пореченская волость    | Пореченская волость        | Пореченская волость        |
| 296 | 135 | Старны                 | 5             | 7             | 4             | Пореченская волость    | Пореченская волость        | Пореченская волость        |
| 297 | 136 | Стуканы                | 27            | 20            | 21            | Пореченская волость    | Борковская волость         | Борковская волость         |
| 298 | 137 | Сукьянкино             | 0             | 2             | 0             | Пореченская волость    | Пореченская волость        | Пореченская волость        |
| 299 | 138 | Сыроквашино            | 137           | 101           | 99            | Пореченская волость    | Пореченская волость        | Купуйская волость          |
| 300 | 139 | Тепенево               | 3             | 3             | 1             | Пореченская волость    | Урицкая волость            | Пореченская волость        |
| 301 | 140 | Теренино               | 2             | 2             | 6             | Пореченская волость    | Борковская волость         | Борковская волость         |
| 302 | 141 | Тетеркино              | 6             | 8             | 4             | Пореченская волость    | Купуйская волость          | Купуйская волость          |
| 303 | 142 | Тимошкино              | 4             | 4             | 4             | Пореченская волость    | Пореченская волость        | Пореченская волость        |
| 304 | 143 | Троица                 | 181           | 146           | 132           | Пореченская волость    | Урицкая волость            | Пореченская волость        |
| 305 | 144 | Урицкое                | 248           | 186           | 185           | Пореченская волость    | Урицкая волость            | Пореченская волость        |
| 306 | 145 | Федосеево              | 1             | 2             | 3             | Пореченская волость    | Урицкая волость            | Пореченская волость        |
| 307 | 146 | Фелистово              | 1             | 1             | 3             | Пореченская волость    | Борковская волость         | Борковская волость         |
| 308 | 147 | Ферово                 | 2             | 1             | 3             | Пореченская волость    | Пореченская волость        | Пореченская волость        |
| 309 | 148 | Филиппково             | 22            | 11            | 15            | Пореченская волость    | Купуйская волость          | Купуйская волость          |
| 310 | 149 | Хребтово               | 10            | 8             | 6             | Пореченская волость    | Урицкая волость            | Пореченская волость        |
| 311 | 150 | Цветково               | 10            | 19            | 5             | Пореченская волость    | Урицкая волость            | Пореченская волость        |
| 312 | 151 | Черенка                | 20            | 29            | 23            | Пореченская волость    | Борковская волость         | Борковская волость         |
| 313 | 152 | Черепово               | 1             | 0             | 2             | Пореченская волость    | Борковская волость         | Борковская волость         |
| 314 | 153 | Чихачево               | 2             | 5             | 1             | Пореченская волость    | Борковская волость         | Борковская волость         |
| 315 | 154 | Шадинино               | 17            | 18            | 17            | Пореченская волость    | Купуйская волость          | Купуйская волость          |
| 316 | 155 | Шеклино                | 42            | 32            | 16            | Пореченская волость    | Борковская волость         | Борковская волость         |
| 317 | 156 | Шипулино               | 6             | 9             | 10            | Пореченская волость    | Пореченская волость        | Купуйская волость          |
| 318 | 157 | Шишутино               | 1             | 4             | 2             | Пореченская волость    | Пореченская волость        | Пореченская волость        |
| 319 | 158 | Шугачево               | 5             | 4             | 3             | Пореченская волость    | Пореченская волость        | Пореченская волость        |
| 320 | 159 | Яковлево               | 49            | 32            | 44            | Пореченская волость    | Купуйская волость          | Купуйская волость          |
| 321 | 1   | Алехново               | 7             | 5             | 4             | Шелковская волость     | Букровская волость         | Букровская волость         |
| 322 | 2   | Баландино              | 916           | 873           | 1034          | Шелковская волость     | Шелковская волость         | Шелковская волость         |
| 323 | 3   | Берглезово             | 19            | 7             | 11            | Шелковская волость     | Букровская волость         | Букровская волость         |
| 324 | 4   | Беседино               | 131           | 121           | 150           | Шелковская волость     | Шелковская волость         | Марьинская волость         |
| 325 | 5   | Бокланово              | 8             | 14            | 1             | Шелковская волость     | Букровская волость         | Букровская волость         |
| 326 | 6   | Болебино               | 16            | 23            | 23            | Шелковская волость     | Букровская волость         | Букровская волость         |
| 327 | 7   | Большой Хочуж          | 6             | 5             | 5             | Шелковская волость     | Черпесская волость         | Черпесская волость         |
| 328 | 8   | Бор                    | 58            | 33            | 43            | Шелковская волость     | Черпесская волость         | Черпесская волость         |
| 329 | 9   | Бор-Болонёв            | 12            | 0             | 4             | Шелковская волость     | Черпесская волость         | Черпесская волость         |
| 330 | 10  | Бордуки                | 6             | 5             | 12            | Шелковская волость     | Шелковская волость         | Марьинская волость         |
| 331 | 11  | Бошенки                | 18            | 21            | 12            | Шелковская волость     | Букровская волость         | Букровская волость         |
| 332 | 12  | Букрово-1              | 2             | 0             | 0             | Шелковская волость     | Букровская волость         | Букровская волость         |
| 333 | 13  | Букрово-2 (Букрово)    | 238           | 186           | 219           | Шелковская волость     | Букровская волость         | Букровская волость         |
| 334 | 14  | Буркино                | 0             | 0             | 0             | Шелковская волость     | Марьинская волость         | Марьинская волость         |
| 335 | 15  | Ваши                   | 128           | 89            | 111           | Шелковская волость     | Букровская волость         | Букровская волость         |
| 336 | 16  | Ведерниково            | 0             | 0             | 0             | Шелковская волость     | Марьинская волость         | Марьинская волость         |
| 337 | 17  | Великополье            | 220           | 193           | 186           | Шелковская волость     | Шелковская волость         | Шелковская волость         |
| 338 | 18  | Владыкино              | 4             | 7             | 4             | Шелковская волость     | Черпесская волость         | Черпесская волость         |
| 339 | 19  | Власково               | 10            | 1             | 10            | Шелковская волость     | Букровская волость         | Букровская волость         |
| 340 | 20  | Власково               | 81            | 81            | 78            | Шелковская волость     | Марьинская волость         | Марьинская волость         |
| 341 | 21  | Волково                | 0             | 0             | 0             | Шелковская волость     | Марьинская волость         | Марьинская волость         |
| 342 | 22  | Вязовое                | 15            | 13            | 10            | Шелковская волость     | Черпесская волость         | Черпесская волость         |
| 343 | 23  | Гаписово               | 44            | 42            | 42            | Шелковская волость     | Шелковская волость         | Шелковская волость         |
| 344 | 24  | Голбово                | 1             | 0             | 0             | Шелковская волость     | Черпесская волость         | Черпесская волость         |
| 345 | 25  | Горбачи                | 10            | 7             | 1             | Шелковская волость     | Букровская волость         | Букровская волость         |
| 346 | 26  | Гороватка              | 2             | 5             | 6             | Шелковская волость     | Шелковская волость         | Шелковская волость         |
| 347 | 27  | Гороваха               | 39            | 37            | 36            | Шелковская волость     | Марьинская волость         | Марьинская волость         |
| 348 | 28  | Городище               | 2             | 2             | 2             | Шелковская волость     | Черпесская волость         | Черпесская волость         |
| 349 | 29  | Гороховый Бор          | 37            | 14            | 42            | Шелковская волость     | Букровская волость         | Букровская волость         |
| 350 | 30  | Горушка                | 10            | 6             | 10            | Шелковская волость     | Букровская волость         | Букровская волость         |
| 351 | 31  | Горушка                | 5             | 4             | 7             | Шелковская волость     | Марьинская волость         | Марьинская волость         |
| 352 | 32  | Готрово                | 13            | 9             | 6             | Шелковская волость     | Букровская волость         | Букровская волость         |
| 353 | 33  | Греблы                 | 2             | 2             | 0             | Шелковская волость     | Шелковская волость         | Шелковская волость         |
| 354 | 34  | Гречухино              | 14            | 6             | 4             | Шелковская волость     | Шелковская волость         | Шелковская волость         |
| 355 | 35  | Гришино                | 2             | 8             | 1             | Шелковская волость     | Черпесская волость         | Черпесская волость         |
| 356 | 36  | Губаны                 | 48            | 36            | 41            | Шелковская волость     | Черпесская волость         | Черпесская волость         |
| 357 | 37  | Гуси                   | 1             | 0             | 0             | Шелковская волость     | Марьинская волость         | Марьинская волость         |
| 358 | 38  | Демидово               | 268           | 244           | 278           | Шелковская волость     | Шелковская волость         | Марьинская волость         |
| 359 | 39  | Дмитровское            | 10            | 6             | 6             | Шелковская волость     | Букровская волость         | Букровская волость         |
| 360 | 40  | Долгая                 | 16            | 13            | 8             | Шелковская волость     | Шелковская волость         | Шелковская волость         |
| 361 | 41  | Дрепино                | 83            | 57            | 74            | Шелковская волость     | Черпесская волость         | Черпесская волость         |
| 362 | 42  | Дрождино               | 15            | 16            | 24            | Шелковская волость     | Шелковская волость         | Марьинская волость         |
| 363 | 43  | Дроздово               | 13            | 12            | 10            | Шелковская волость     | Черпесская волость         | Черпесская волость         |
| 364 | 44  | Дубровка               | 3             | 3             | 0             | Шелковская волость     | Шелковская волость         | Шелковская волость         |
| 365 | 45  | Дюкино                 | 0             | 3             | 0             | Шелковская волость     | Черпесская волость         | Черпесская волость         |
| 366 | 46  | Житище                 | 9             | 7             | 7             | Шелковская волость     | Черпесская волость         | Черпесская волость         |
| 367 | 47  | Житницы                | 14            | 10            | 6             | Шелковская волость     | Черпесская волость         | Черпесская волость         |
| 368 | 48  | Заболотье              | 104           | 89            | 76            | Шелковская волость     | Шелковская волость         | Шелковская волость         |
| 369 | 49  | Завод                  | 11            | 9             | 11            | Шелковская волость     | Букровская волость         | Букровская волость         |
| 370 | 50  | Зимари                 | 37            | 39            | 38            | Шелковская волость     | Шелковская волость         | Марьинская волость         |
| 371 | 51  | Зуево                  | 1             | 1             | 2             | Шелковская волость     | Марьинская волость         | Марьинская волость         |
| 372 | 52  | Иваньково              | 44            | 41            | 44            | Шелковская волость     | Букровская волость         | Букровская волость         |
| 373 | 53  | Игнашево               | 17            | 20            | 11            | Шелковская волость     | Букровская волость         | Букровская волость         |
| 374 | 54  | Изотино                | 3             | 2             | 2             | Шелковская волость     | Шелковская волость         | Шелковская волость         |
| 375 | 55  | Каверзино              | 3             | 6             | 0             | Шелковская волость     | Черпесская волость         | Черпесская волость         |
| 376 | 56  | Каменка                | 12            | 10            | 7             | Шелковская волость     | Букровская волость         | Букровская волость         |
| 377 | 57  | Каменка                | 0             | 0             | 0             | Шелковская волость     | Черпесская волость         | Черпесская волость         |
| 378 | 58  | Карцево                | 189           | 159           | 160           | Шелковская волость     | Марьинская волость         | Марьинская волость         |
| 379 | 59  | Кашевицы               | 16            | 11            | 8             | Шелковская волость     | Марьинская волость         | Марьинская волость         |
| 380 | 60  | Кленовка               | 19            | 21            | 21            | Шелковская волость     | Шелковская волость         | Шелковская волость         |
| 381 | 61  | Клизново               | 4             | 0             | 0             | Шелковская волость     | Букровская волость         | Букровская волость         |
| 382 | 62  | Ключеватка             | 1             | 0             | 0             | Шелковская волость     | Марьинская волость         | Марьинская волость         |
| 383 | 63  | Клюшно                 | 2             | 1             | 5             | Шелковская волость     | Букровская волость         | Букровская волость         |
| 384 | 64  | Корытово               | 25            | 44            | 38            | Шелковская волость     | Шелковская волость         | Шелковская волость         |
| 385 | 65  | Костелево              | 1             | 0             | 1             | Шелковская волость     | Черпесская волость         | Черпесская волость         |
| 386 | 66  | Кострово               | 57            | 42            | 37            | Шелковская волость     | Черпесская волость         | Черпесская волость         |
| 387 | 67  | Кривандино             | 63            | 57            | 50            | Шелковская волость     | Букровская волость         | Букровская волость         |
| 388 | 68  | Кузнецово              | 2             | 4             | 2             | Шелковская волость     | Букровская волость         | Букровская волость         |
| 389 | 69  | Куковичино             | 19            | 19            | 12            | Шелковская волость     | Букровская волость         | Букровская волость         |
| 390 | 70  | Курова Гора            | 53            | 52            | 46            | Шелковская волость     | Марьинская волость         | Марьинская волость         |
| 391 | 71  | Литвиниха              | 1             | 1             | 0             | Шелковская волость     | Шелковская волость         | Шелковская волость         |
| 392 | 72  | Лосево                 | 108           | 78            | 126           | Шелковская волость     | Букровская волость         | Букровская волость         |
| 393 | 73  | Ляхново                | 17            | 11            | 13            | Шелковская волость     | Букровская волость         | Букровская волость         |
| 394 | 74  | Максимово              | 275           | 233           | 290           | Шелковская волость     | Шелковская волость         | Шелковская волость         |
| 395 | 75  | Малахи                 | 44            | 45            | 52            | Шелковская волость     | Шелковская волость         | Марьинская волость         |
| 396 | 76  | Малинкино              | 3             | 1             | 0             | Шелковская волость     | Букровская волость         | Букровская волость         |
| 397 | 77  | Мандусово              | 95            | 88            | 137           | Шелковская волость     | Шелковская волость         | Шелковская волость         |
| 398 | 78  | Марипчелки             | 4             | 5             | 7             | Шелковская волость     | Букровская волость         | Букровская волость         |
| 399 | 79  | Марково                | 9             | 7             | 5             | Шелковская волость     | Черпесская волость         | Черпесская волость         |
| 400 | 80  | Мартинково             | 14            | 15            | 12            | Шелковская волость     | Букровская волость         | Букровская волость         |
| 401 | 81  | Мартьяниха             | 35            | 25            | 28            | Шелковская волость     | Шелковская волость         | Шелковская волость         |
| 402 | 82  | Марьино                | 77            | 65            | 68            | Шелковская волость     | Марьинская волость         | Марьинская волость         |
| 403 | 83  | Медвёдково             | 9             | 3             | 2             | Шелковская волость     | Шелковская волость         | Марьинская волость         |
| 404 | 84  | Мелиораторов, посёлок  | 507           | 581           | 601           | Шелковская волость     | Шелковская волость         | Шелковская волость         |
| 405 | 85  | Милолюб                | 3             | 1             | 2             | Шелковская волость     | Шелковская волость         | Шелковская волость         |
| 406 | 86  | Молоди                 | 3             | 2             | 4             | Шелковская волость     | Марьинская волость         | Марьинская волость         |
| 407 | 87  | Налоиха                | 16            | 13            | 12            | Шелковская волость     | Букровская волость         | Букровская волость         |
| 408 | 88  | Никитино               | 11            | 8             | 8             | Шелковская волость     | Черпесская волость         | Черпесская волость         |
| 409 | 89  | Никулино               | 8             | 3             | 2             | Шелковская волость     | Шелковская волость         | Шелковская волость         |
| 410 | 90  | Новосёлки              | 12            | 13            | 14            | Шелковская волость     | Шелковская волость         | Шелковская волость         |
| 411 | 91  | Овиново                | 2             | 3             | 0             | Шелковская волость     | Черпесская волость         | Черпесская волость         |
| 412 | 92  | Островщина             | 1             | 0             | 0             | Шелковская волость     | Букровская волость         | Букровская волость         |
| 413 | 93  | Пахомково              | 4             | 4             | 3             | Шелковская волость     | Черпесская волость         | Черпесская волость         |
| 414 | 94  | Першино                | 294           | 255           | 286           | Шелковская волость     | Шелковская волость         | Шелковская волость         |
| 415 | 95  | Пестово                | 0             | 0             | 0             | Шелковская волость     | Черпесская волость         | Черпесская волость         |
| 416 | 96  | Петреево               | 4             | 4             | 7             | Шелковская волость     | Черпесская волость         | Черпесская волость         |
| 417 | 97  | Петрово                | 68            | 65            | 65            | Шелковская волость     | Марьинская волость         | Марьинская волость         |
| 418 | 98  | Погорелка              | 15            | 8             | 12            | Шелковская волость     | Шелковская волость         | Шелковская волость         |
| 419 | 99  | Подберезье             | 15            | 10            | 9             | Шелковская волость     | Черпесская волость         | Черпесская волость         |
| 420 | 100 | Поповка                | 7             | 7             | 3             | Шелковская волость     | Букровская волость         | Букровская волость         |
| 421 | 101 | Потвинки               | 8             | 10            | 11            | Шелковская волость     | Букровская волость         | Букровская волость         |
| 422 | 102 | Прохново               | 4             | 9             | 2             | Шелковская волость     | Букровская волость         | Букровская волость         |
| 423 | 103 | Разливы                | 15            | 16            | 14            | Шелковская волость     | Марьинская волость         | Марьинская волость         |
| 424 | 104 | Рожковичи              | 22            | 19            | 11            | Шелковская волость     | Марьинская волость         | Марьинская волость         |
| 425 | 105 | Рыжково                | 14            | 12            | 13            | Шелковская волость     | Шелковская волость         | Шелковская волость         |
| 426 | 106 | Садки                  | 21            | 23            | 19            | Шелковская волость     | Шелковская волость         | Шелковская волость         |
| 427 | 107 | Самущенки              | 16            | 17            | 9             | Шелковская волость     | Черпесская волость         | Черпесская волость         |
| 428 | 108 | Сафоново               | 37            | 35            | 32            | Шелковская волость     | Шелковская волость         | Шелковская волость         |
| 429 | 109 | Свистунково            | 6             | 0             | 1             | Шелковская волость     | Букровская волость         | Букровская волость         |
| 430 | 110 | Севостеево             | 7             | 9             | 10            | Шелковская волость     | Букровская волость         | Букровская волость         |
| 431 | 111 | Сердце, станция        | 35            | 21            | 28            | Шелковская волость     | Шелковская волость         | Шелковская волость         |
| 432 | 112 | Синяково               | 2             | 4             | 0             | Шелковская волость     | Черпесская волость         | Черпесская волость         |
| 433 | 113 | Смота                  | 12            | 12            | 3             | Шелковская волость     | Букровская волость         | Букровская волость         |
| 434 | 114 | Смычок                 | 45            | 37            | 45            | Шелковская волость     | Марьинская волость         | Марьинская волость         |
| 435 | 115 | Суханово               | 0             | 0             | 0             | Шелковская волость     | Марьинская волость         | Марьинская волость         |
| 436 | 116 | Суханово               | 379           | 375           | 451           | Шелковская волость     | Шелковская волость         | Шелковская волость         |
| 437 | 117 | Суховарино             | 21            | 14            | 14            | Шелковская волость     | Шелковская волость         | Марьинская волость         |
| 438 | 118 | Тарасы                 | 50            | 156           | 42            | Шелковская волость     | Букровская волость         | Букровская волость         |
| 439 | 119 | Тарасы, посёлок        | 242           | 35            | 179           | Шелковская волость     | Букровская волость         | Букровская волость         |
| 440 | 120 | Токарево               | 7             | 3             | 2             | Шелковская волость     | Шелковская волость         | Марьинская волость         |
| 441 | 121 | Унино                  | 15            | 12            | 14            | Шелковская волость     | Букровская волость         | Букровская волость         |
| 442 | 122 | Усадьба                | 5             | 4             | 14            | Шелковская волость     | Марьинская волость         | Марьинская волость         |
| 443 | 123 | Усвяты                 | 2             | 1             | 0             | Шелковская волость     | Букровская волость         | Букровская волость         |
| 444 | 124 | Фирсанов Бор           | 0             | 0             | 0             | Шелковская волость     | Марьинская волость         | Марьинская волость         |
| 445 | 125 | Хоружево               | 3             | 0             | 0             | Шелковская волость     | Черпесская волость         | Черпесская волость         |
| 446 | 126 | Хохлово                | 35            | 19            | 8             | Шелковская волость     | Черпесская волость         | Черпесская волость         |
| 447 | 127 | Черпесса               | 235           | 205           | 210           | Шелковская волость     | Черпесская волость         | Черпесская волость         |
| 448 | 128 | Черпесса, посёлок      | 204           | 159           | 168           | Шелковская волость     | Черпесская волость         | Черпесская волость         |
| 449 | 129 | Шабуниха               | 7             | 2             | 3             | Шелковская волость     | Букровская волость         | Букровская волость         |
| 450 | 130 | Шелехово               | 11            | 11            | 14            | Шелковская волость     | Букровская волость         | Букровская волость         |
| 451 | 131 | Шелково                | 1262          | 1127          | 1341          | Шелковская волость     | Шелковская волость         | Шелковская волость         |
| 452 | 132 | Шилово                 | 7             | 3             | 1             | Шелковская волость     | Черпесская волость         | Черпесская волость         |
| 453 | 133 | Ямно                   |               | 16            | 5             | Шелковская волость     | Букровская волость         | Букровская волость         |